# Bossay-sur-Claise
Bossay-sur-Claise és un municipi francès, situat al departament de l'Indre i Loira i a la regió de Centre – Vall del Loira. L'any 2007 tenia 823 habitants.

## Demografia

### Població
El 2007 la població de fet de Bossay-sur-Claise era de 823 persones. Hi havia 366 famílies, de les quals 108 eren unipersonals (52 homes vivint sols i 56 dones vivint soles), 155 parelles sense fills, 91 parelles amb fills i 12 famílies monoparentals amb fills.
La població ha evolucionat segons el següent gràfic:
Habitants censats

### Habitatges
El 2007 hi havia 549 habitatges, 365 eren l'habitatge principal de la família, 128 eren segones residències i 55 estaven desocupats. 539 eren cases i 6 eren apartaments. Dels 365 habitatges principals, 308 estaven ocupats pels seus propietaris, 46 estaven llogats i ocupats pels llogaters i 11 estaven cedits a títol gratuït; 5 tenien una cambra, 29 en tenien dues, 81 en tenien tres, 95 en tenien quatre i 155 en tenien cinc o més. 302 habitatges disposaven pel capbaix d'una plaça de pàrquing. A 176 habitatges hi havia un automòbil i a 148 n'hi havia dos o més.

### Piràmide de població
La piràmide de població per edats i sexe el 2009 era:
| Homes | Edats   | Dones |
| ----- | ------- | ----- |
| 0     | 95 o +  | 4     |
| 4     | 90 a 94 | 0     |
| 4     | 85 a 89 | 8     |
| 12    | 80 a 84 | 0     |
| 16    | 75 a 79 | 40    |
| 28    | 70 a 74 | 24    |
| 40    | 65 a 69 | 36    |
| 20    | 60 a 64 | 44    |
| 16    | 55 a 59 | 12    |
| 28    | 50 a 54 | 28    |
| 48    | 45 a 49 | 20    |
| 36    | 40 a 44 | 24    |
| 28    | 35 a 39 | 32    |
| 4     | 30 a 34 | 16    |
| 24    | 25 a 29 | 12    |
| 16    | 20 a 24 | 12    |
| 28    | 15 a 19 | 20    |
| 20    | 10 a 14 | 40    |
| 16    | 5 a 9   | 20    |
| 4     | 0 a 4   | 20    |

## Economia
El 2007 la població en edat de treballar era de 463 persones, 326 eren actives i 137 eren inactives. De les 326 persones actives 304 estaven ocupades (169 homes i 135 dones) i 22 estaven aturades (9 homes i 13 dones). De les 137 persones inactives 78 estaven jubilades, 24 estaven estudiant i 35 estaven classificades com a «altres inactius».

### Ingressos
El 2009 a Bossay-sur-Claise hi havia 356 unitats fiscals que integraven 791 persones, la mediana anual d'ingressos fiscals per persona era de 16.341 €.

### Activitats econòmiques
Dels 43 establiments que hi havia el 2007, 3 eren d'empreses extractives, 2 d'empreses alimentàries, 2 d'empreses de fabricació d'altres productes industrials, 7 d'empreses de construcció, 8 d'empreses de comerç i reparació d'automòbils, 5 d'empreses de transport, 1 d'una empresa d'hostatgeria i restauració, 1 d'una empresa financera, 5 d'empreses immobiliàries, 7 d'empreses de serveis i 2 d'empreses classificades com a «altres activitats de serveis».
Dels 13 establiments de servei als particulars que hi havia el 2009, 1 era una oficina de correu, 2 tallers de reparació d'automòbils i de material agrícola, 3 paletes, 1 fusteria, 2 lampisteries, 1 veterinari, 1 restaurant i 2 agències immobiliàries.
Dels 4 establiments comercials que hi havia el 2009, 1 era una botiga de més de 120 m², 1 una botiga de menys de 120 m², 1 una fleca i 1 una sabateria.
L'any 2000 a Bossay-sur-Claise hi havia 70 explotacions agrícoles que ocupaven un total de 3.654 hectàrees.

## Equipaments sanitaris i escolars
El 2009 hi havia una escola elemental.

## Poblacions més properes
El següent diagrama mostra les poblacions més properes.